# Підпилип'янська сільська рада
Підпилип'янська сільська́ ра́да — адміністративно-територіальна одиниця та орган місцевого самоврядування в Кам'янець-Подільському районі Хмельницької області. Адміністративний центр — село Підпилип'я.

## Загальні відомості
Підпилип'янська сільська рада утворена в 1923 році.
- Територія ради: 24 км²
- Населення ради: 708 осіб (станом на 2001 рік)
- Територією ради протікає річка Збруч

## Населені пункти
Сільській раді підпорядковані населені пункти:
- с. Підпилип'я
- с. Подоляни

### Історія
Територія за часів Російської імперії була у складі Орининської волості Кам'янецького повіту. З 7 березня 1923 року входила до складу Орининського району Кам'янець-Подільської області. Сільраді підпорядковувалось село Підпилип'я. 11 серпня 1954 року об'єднано Підпилип'янську та Залуцьку сільради в одну Підпилип'янську з центром в Підпилип'ї. 22 вересня 1959 року Орининський район було ліквідовано, а Підпилип'янську сільраду включено до складу Чемеровецького. 1 березня 1963 року перейменовано с. Залуччя в с. Подоляни. З 7 січня 1963 року у складі Кам'янець-Подільського району. З тих часів склад та підпорядкування сільради більше не змінювалися.

## Склад ради
Рада складається з 14 депутатів та голови.
- Голова ради: Спасюк Іван Феодосійович
- Секретар ради: Кащук Людмила Григорівна

### Керівний склад попередніх скликань
| Прізвище, ім'я, по батькові | Основні відомості                                                 | Дата обрання | Дата звільнення |
| --------------------------- | ----------------------------------------------------------------- | ------------ | --------------- |
| Спасюк Іван Феодосійович    | Сільський голова, 1958 року народження, освіта вища, безпартійний | 26.03.2006   | 31.10.2010      |
| Спасюк Іван Феодосійович    | Сільський голова, 1958 року народження, освіта вища, безпартійний | 31.10.2010   |                 |

Примітка: таблиця складена за даними сайту Верховної Ради України

### Депутати
За результатами місцевих виборів 2010 року депутатами ради стали:

#### За суб'єктами висування
| Суб'єкт висування | Кількість обраних депутатів | %    |
| ----------------- | --------------------------- | ---- |
| Народна партія    | 10                          | 71,4 |
| Самовисування     | 4                           | 28,6 |

#### За округами
| № округу       | Прізвище, ім'я, по батькові    | Дата визнання обраним | Освіта             | Партійна приналежність | Відомості про обраного депутата                     |
| -------------- | ------------------------------ | --------------------- | ------------------ | ---------------------- | --------------------------------------------------- |
| Народна Партія |                                |                       |                    |                        |                                                     |
| 2              | Пашніцька Ольга Миколаївна     | 02.11.2010            | вища               | позапартійна           | Підпилип'янська загальноосвітня школа, вчитель      |
| 3              | Волохов Василь Олексійович     | 02.11.2010            | середня            | позапартійний          | СП ТОВ «Нібулон», водій                             |
| 4              | Виниченко Михайло Митрофанович | 02.11.2010            | середня спеціальна | позапартійний          | Будинок культури, завідувач                         |
| 5              | Соломон Микола Михайлович      | 02.11.2010            | вища               | член Народної партії   | Підпилип'янська НВК, директор                       |
| 6              | Бятярко Євгена Михайлівна      | 02.11.2010            | вища               | позапартійна           | Підпилип'янська загальноосвітня школа, вчитель      |
| 7              | Федорченко Марія Іванівна      | 02.11.2010            | середня спеціальна | позапартійна           | Підпилип'янська Бібліотека, бібліотекар             |
| 8              | Слободян Аркадій Федорович     | 02.11.2010            | вища               | позапартійний          | Орининська районна лікарня № 2, фельдшер            |
| 10             | Янчук Людмила Петрівна         | 02.11.2010            | вища               | позапартійна           | СП ТОВ «Нібулон», ветлікар                          |
| 12             | Шкрібляк Любов Романівна       | 02.11.2010            | вища               | позапартійна           | Підпилип'янська сільська рада, соціальний працівник |
| 14             | Кащук Людмила Григорівна       | 02.11.2010            | вища               | позапартійна           | Підпилип'янська сільська рада, секретар             |
| Самовисування  |                                |                       |                    |                        |                                                     |
| 1              | Благуляк Михайло Степанович    | 02.11.2010            | середня            | позапартійний          | пенсіонер                                           |
| 9              | Трач Євгена Андріївна          | 02.11.2010            | вища               | позапартійна           | пенсіонер                                           |
| 11             | Дідик Петро Анатолійович       | 02.11.2010            | вища               | позапартійний          | СП ТОВ «Нібулон», завідувач фермою                  |
| 13             | Мазур Василь Дмитрович         | 02.11.2010            | середня            | позапартійний          | «Олімп 3», охоронець                                |

## Господарська діяльність
На території сільради функціонують:
- КСП «Ранкові зорі»;
- відділення зв'язку;
- 2 магазини;
- 2 ФАП;
- філія відділення № 188 Ощадбанку України;
- Підпилип'янська ЗОШ I-II ступенів;
- Будинок культури;
- клуб;
- 2 бібліотеки.